# Iguatu (Paraná)
Iguatu es un municipio brasileño del estado de Paraná. Su población estimada en 2004 era de 1.865 habitantes.

## Etimología
Iguatu De origen tupí "ü (y)"... agua, río + "ka’tu (guatú)"... buena, bueno, dulce: agua buena o río bueno.